# Yuki el Temerario
Yuki el Temerario fue una serie de cuaderno de aventuras creados por el guionista Federico Amorós y los dibujantes José González Igual y Vicente Ibáñez Sánchis para Editorial Valenciana a partir de 1958, constituyendo uno de los últimos éxitos de la editorial en este campo.

## Trayectoria editorial
En 1976, Valenciana empezó a reeditar la serie en un formato vertical (26 x 18). La colección constó de 22 tebeos verticales los cuales se hicieron a partir de las planchas originales, remontándolas.

## Argumento
Yuki el Temerario se hace eco, según Pedro Porcel, de westerns fílmicos recientes que presentaban una visión más positiva del nativo americano, como Flecha rota o La puerta del diablo, ambas de 1950.

## Valoración
El estudioso Paco Baena la considera tan cautivadora como Apache, mientras que Pedro Porcel no deja de resaltar los anacronismos argumentales ni los plagios de material estadounidense perpetrados por su dibujante.